# 8661 Ratzinger
8661 Ratzinger (1990 TA13) là một tiểu hành tinh vành đai chính được phát hiện ngày 14 tháng 10 năm 1990 bởi Lutz D. Schmadel và Freimut Börngen ở Tautenburg. Tênd after Cardinal Joseph Ratzinger, now Pope Benedict XVI.